# Round Head Island
Round Head Island is een onbewoond eiland van 1,2 km² dat deel uitmaakt van de Canadese provincie Newfoundland en Labrador. Het ligt in St. John Bay aan de noordwestkust Newfoundland.

## Geografie
Round Head Island is het op een na grootste eiland in St. John Bay, een grote baai aan de westkust van het Great Northern Peninsula van Newfoundland. Het ligt 750 meter ten zuidoosten van St. John Island (18 km²), het grootste eiland van de gelijknamige baai.
Het eiland heeft een langwerpige vorm met de zuidwest-noordoostas als lange zijde. Aan de westkust bevindt zich een baaitje dat zo'n 550 meter ver het binnenland insnijdt. Het eiland is vernoemd naar Round Head, een afgeronde rotsachtige heuvel in het zuiden die een hoogte van 30 meter bereikt. Het hoogste punt ligt echter 58 meter boven de zeespiegel.